# Guillaume de Saint-Omer (fils de Nicolas Ier)
Pour les articles homonymes, voir Guillaume de Saint-Omer.
Guillaume de Saint-Omer est un chevalier français, descendant d'une famille de Fauquembergues, possédant le titre de châtelains du château éponyme de Saint-Omer.
Son père, Nicolas Ier de Saint-Omer, reçoit des terres en Béotie au lendemain de la quatrième croisade. Il épouse par la suite Marguerite de Hongrie, veuve de Boniface de Montferrat, seigneur de Thessalonique (mort en 1207). Il est peu clair à quelle date le mariage a lieu : les récits traditionnels mentionnent que Nicolas est déjà mort en 1212 ou en 1214, mais F. Van Tricht, de son côté, date le mariage à une date postérieure à 1217.
Guillaume est le fils cadet du couple ; il a un frère aîné, Bela de Saint-Omer,. Alors que Bela reçoit la moitié des terres de Thèbes comme dot de son mariage, Guillaume et sa mère, quant à eux, partent pour le royaume de Hongrie, où Béla IV, également petit-fils de Béla III, est roi. À la mort de sa mère, quelque temps après 1223, Guillaume hérite de ses terres de Syrmie et de Macsó. Il participe à la bataille de Mohi, à la suite de laquelle il fait partie des compagnons de Béla IV ayant fui en Dalmatie, échappant ainsi aux Mongols. Guillaume est mentionné comme ispán du comté de Kraszna en 1241. De 1241 jusqu'à sa mort, il sert comme grand écuyer.
Béla IV fiance Guillaume à sa deuxième fille aînée, Marguerite (à ne pas confondre avec sainte Marguerite de Hongrie), mais les deux conjoints meurent en 1242. Selon son épitaphe située dans la cathédrale Saint-Domnius, Guillaume meurt en avril 1242 à Trogir, où la famille royale réside jusqu'à la fin de l'occupation mongole.